# Данкан, Хью Дейел
Хью Дейел Данкан (англ. Hugh Dalziel Duncan, 1909—1970) — американский социолог, теоретик массовых коммуникаций, исследователь символической природы литературы и искусства.

## Биография
Родился в Шотландии. Шестилетним приехал с семьей в США. Окончил университет Дрейка в Айове (1931). Докторскую диссертацию, написанную под руководством Роберта Редфилда и Луиса Вирта, защитил уже после войны в 1948. В основном работал в Чикаго, культурной истории которого посвящён и ряд его трудов. Был близок к Дэвиду Рисмену, Герберту Блумеру, поддерживал отношения с Эдвардом Шилзом.

## Научные интересы и ориентиры
Не удовлетворенный чисто бихевиористским подходом к исследованию коммуникаций, который распространился в американской социологии 1940-х годов, Данкан сосредоточился на символах, опосредующих социальные взаимодействия, и сценическом характере социальной жизни. Он опирался при этом на идеи Джона Дьюи, работы чикагской социологической школы, принципы символического интеракционизма (Д. Г. Мид), но особенно — на мысли и труды Кеннета Бёрка, с которым дружил и переписывался c конца 1930-х годов (их переписка была позднее издана). Работы Данкана посвящены архитектуре, музыке, литературе, театру и в теоретическом плане близки к разработкам Ирвина Гофмана, драматургической перспективе в социологии.

## Труды
- 1953: Language and Literature in Society; a Sociological Essay on Theory and Method in the Interpretation of Linguistic Symbols, with a Bibliographical Guide to the Sociology of Literature. Chicago: University of Chicago Press
- 1962: Communication and Social Order. New York: Bedminster Press
- 1964: The Rise of Chicago as a Literary Center from 1885 to 1920: A Sociological Essay in American Culture. Totowa: Bedminster Press
- 1965: Culture and Democracy: The Struggle for Form in Society and Architecture in Chicago and the Middle West During the Life and Times of Louis H. Sullivan. Totowa: Bedminster Press
- 1968: Symbols in Society. New York: Oxford University Press
- 1969: Symbols and Social Theory. New York: Oxford University Press

## Публикации на русском языке
- Социология искусства, литературы и музыки: социальные контексты символического опыта // Современная социологическая теория в её преемственности и изменении/ Под ред. Г. Беккера и А. Боскова. М.: Издательство иностранной литературы, 1961